# 固戍駅
固戍駅（こじゅ-えき）は深圳市宝安区に位置する深圳地下鉄羅宝線の駅。

## 駅構造

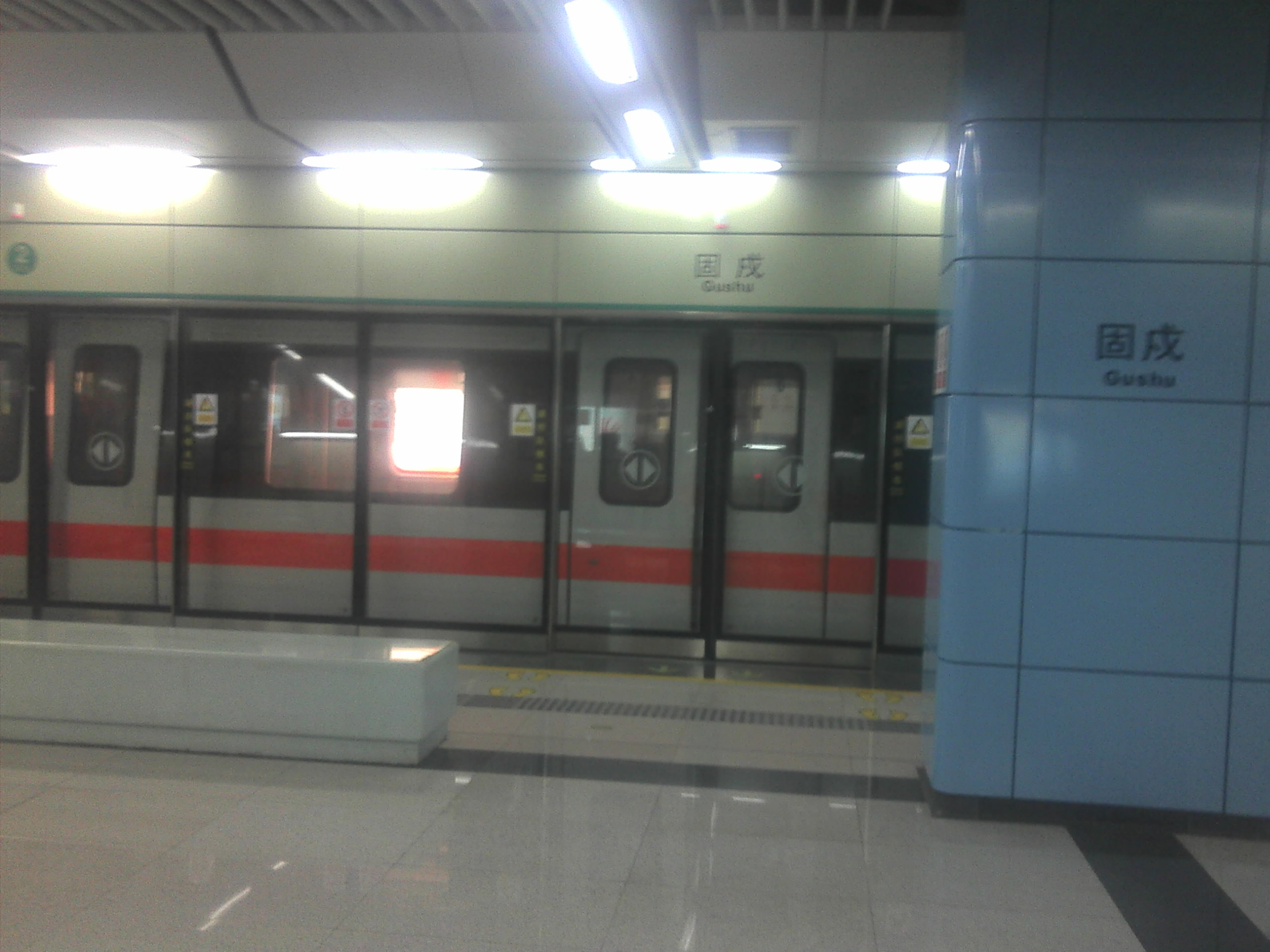
ホーム

- 島式ホーム、単式ホーム2面3線を有する地下駅。ホームドアを設置。

| 羅宝線ホーム (B2F) | ←■羅宝線 機場東方面        |
| 羅宝線ホーム (B2F) | 島式ホーム                 |
| 羅宝線ホーム (B2F) | ■羅宝線（使用されていない) |
| 羅宝線ホーム (B2F) | ■羅宝線 羅湖方面→          |
| 羅宝線ホーム (B2F) | 単式ホーム                 |

## 歴史
- 2011年6月15日 - 開業。

## 隣の駅
深圳地下鉄
■羅宝線
后瑞駅 - 固戍駅 - 西郷駅